# Basile III de Constantinople

Basile III de Constantinople (en grec Βασίλειος Γ', né en 1846 à Üsküdar et mort le 29 septembre 1929) fut patriarche de Constantinople du 13 juillet 1925 au 29 septembre 1929.

## Biographie
De son nom entier Βασίλειος Γεωργιάδης (« Vasilios Georgiadis » ou « Basile Georgiadès »), il fit ses études secondaires et supérieures en Grèce : d'abord au gymnase royal de Syra, puis à l'université d'Athènes, où il s'appliqua à la philologie et à la théologie. En 1872, il fut nommé professeur de théologie au séminaire de Halki. De 1880 à 1884, il séjourna en Europe occidentale et en revint avec un doctorat en philosophie de l'université de Munich. À son retour, il se vit confier la charge de directeur de l'école cléricale de Balat (dépendance du séminaire de Halki consacré à la formation du clergé paroissial). Il fut ordonné diacre, puis prêtre, les 23 et 25 décembre 1884. En même temps, il fut nommé directeur de la revue officielle du patriarcat, l'Ἐκκλησιαστικὴ Ἀλήθεια. En 1889, l'école de Balat étant supprimée, il devint métropolite d'Anchialos. En mai 1896, il fit partie de la représentation du patriarcat de Constantinople aux cérémonies du couronnement du tsar Nicolas II.
À l'été 1906, Anchialos fut le théâtre d'un sanglant épisode : dans le contexte des affrontements ethniques gréco-slaves autour de la Macédoine (1904/06), cette ville majoritairement grecque enclavée dans la principauté autonome de Bulgarie fut attaquée et incendiée, trois cents Grecs environ y perdirent la vie, beaucoup d'autres fuyant vers la Grèce où fut fondée ensuite la ville de Nea Anchialos ; le métropolite Basile perdit alors sa bibliothèque (incendiée) et retourna à Constantinople.
En 1908, il fut chargé d'une mission d'intercession à Chypre, qui n'eut aucun succès. Il fut ensuite nommé métropolite de Pélagonie, puis après un an seulement fut transféré sur le siège de Nicée. À plusieurs reprises à partir de 1915, il fut membre du Saint Synode assistant le patriarche, et à la mort de Constantin VI fut élu pour le remplacer.
Franc-maçon, il fut membre de la Loge Proodos (Progrès) de Constantinople.

## Note
1. ↑  Evstathiou Diakopoulou, O Tektonismos stin Ellada (La Franc-maçonnerie en Grèce), Ionios Philosophiki, Corfou, 2009, p. 305-307.

## Travaux d'érudition
Basile Georgiadès a publié à partir de 1884 dans la revue Vérité ecclésiastique (première série, en 1884-85), notamment :
- sous le titre Ἐκκλησιαστικὰ πάρεργα (« Curiosités ecclésiastiques ») une lettre inédite du patriarche Callinique III sur le chant liturgique (t. III, p. 340-342) ;
- sous le titre Μνημεῖα ἐκκλησιαστικὰ ἀνέκδοτα une série de textes inédits :
  - de Métrophane de Smyrne l'Éloge de Polycarpe de Smyrne (t. III, p. 298-302 et 513-517) et des fragments d'un commentaire sur la troisième Épître de Jean (vol. III, p. 541-544) et sur l'Épître de Jude (t. III, p. 557-561 et 573-577) ;
  - de Théophylacte d'Ohrid plusieurs textes (t. IV, p. 109-116, 135-138, 141-143) ;
  - des additions (προσθῆκαι) aux deux ensembles précédents (t. V, p. 11-14).

En mai 1885, la revue changea de formule (et Basile Georgiadès en devint le principal rédacteur). Il publia alors (entre autres) :
- le quatrième livre du Commentaire sur Daniel d'Hippolyte de Rome, dont la redécouverte fit sa notoriété dans le monde savant (t. I, p. 10-21, 21-24, 49-60 ; t. III, p. 225-247, 273-287) ;
- une étude sur les relations entre le cardinal Francisco Jiménez de Cisneros et le Crétois Démétrios Doucas (t. III, p. 485-501) ;
- de Métrophane de Smyrne l'Adresse aux saints archanges Michel et Gabriel (t. IV, p. 385-93).

D'autre part, il publia en volumes (entre autres) :
- Discours inédits de Michel Choniatès et de Georges Bourtzès, métropolites d'Athènes, Athènes, 1882 ;
- Dissertation sur saint Jean Chrysostome, Athènes, 1902 ;
- Dissertation sur saint Grégoire le Théologien, Athènes, 1903 ;
- L'église de la Théotokos de Nicée, Constantinople, 1912 ;
- Mémoire sur le mariage des clercs, Constantinople, 1923 (Il s'y prononce pour la suppression de l'obligation du célibat pour les évêques).